# Aldebrandin de Siena
Aldebrandin de Siena (Siena, século XIII - Troyes, 1296) foi um médico e escritor italiano. Ficou conhecido pela autoria do livro de higiene e saneamento Le Régime du corps. Viveu em Siena na Itália e em Troyes na França.

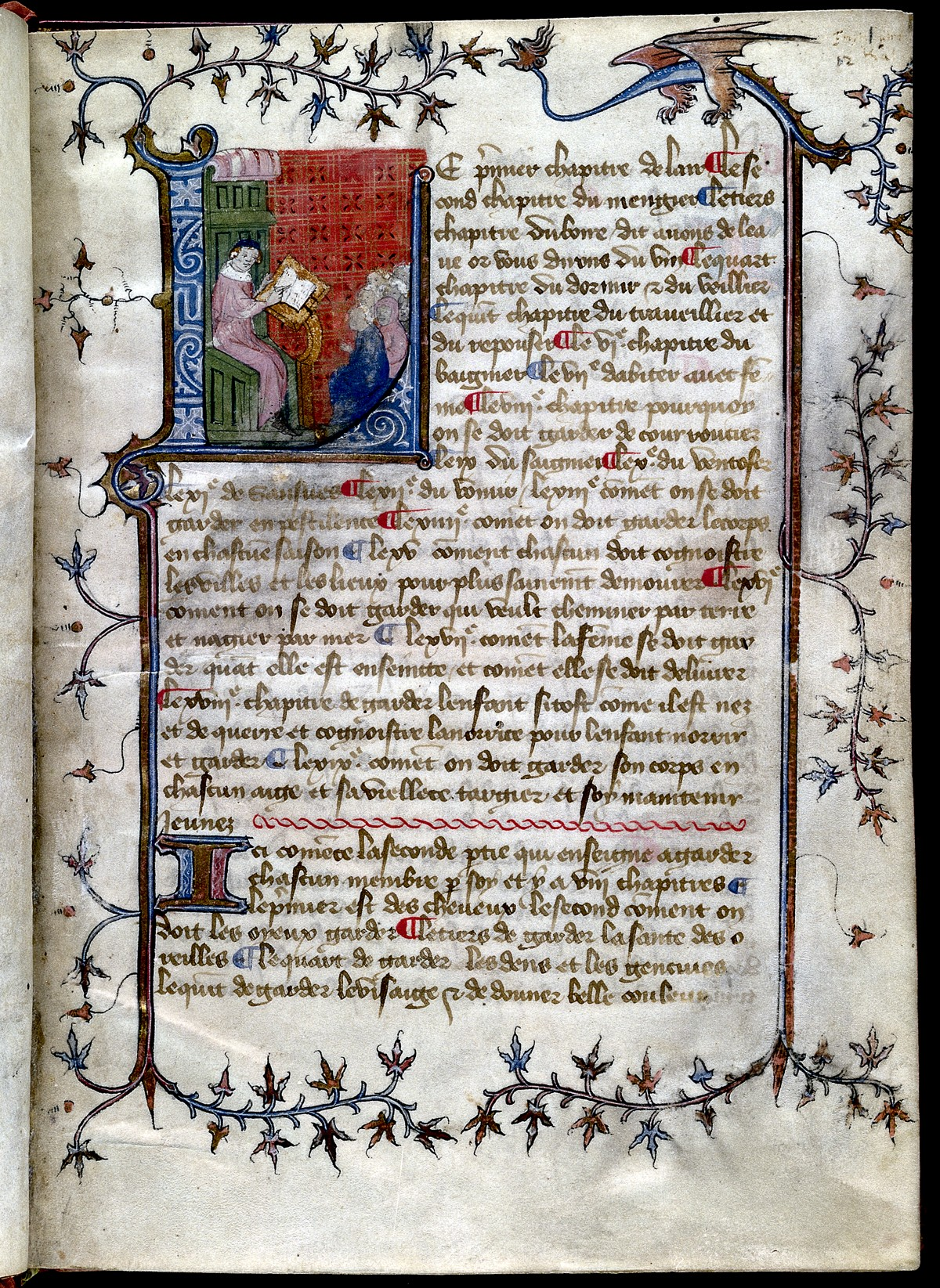
Manuscrito da edição francesa de Le Régime du corps.